# Considerazioni inattuali
Considerazioni inattuali (Unzeitgemässe Betrachtungen) è il titolo di una raccolta di saggi di Friedrich Nietzsche, iniziati nel 1873 e conclusi nel 1876.
Nel complesso si tratta della raccolta di quattro saggi (su 13 originariamente previsti) attinenti alle condizioni della cultura europea ai tempi di Nietzsche, con particolare attenzione a quella tedesca. Un quinto saggio, pubblicato postumo, era intitolato "Noi filologi", e fu diffuso come «Un compito per la filologia: la scomparsa».

## Pubblicazione
Nelle bozze di Nietzsche, si rinvengono diversi progetti per la serie di saggi, e nella maggior parte dei casi sono per l'appunto previsti tredici titoli. La materia è diversa per ciascun pezzo, e tutto il progetto doveva richiedere un lavoro di sei anni (un saggio ogni sei mesi). Un tipico schema datato "Autunno 1873" recita:
1. Il filisteo culturale
2. Storia
3. Il filosofo
4. Lo studioso
5. Arte
6. L'insegnante
7. Religione
8. La nazione in stato di guerra
9. La stampa
10. Scienza naturale
11. Società popolare
12. Commercio
13. Lingua

Nietzsche abbandonò però il progetto avendo realizzato solo quattro saggi, mostrando di avervi perso interesse dopo la pubblicazione del terzo.

## David Strauss, il confessore e lo scrittore

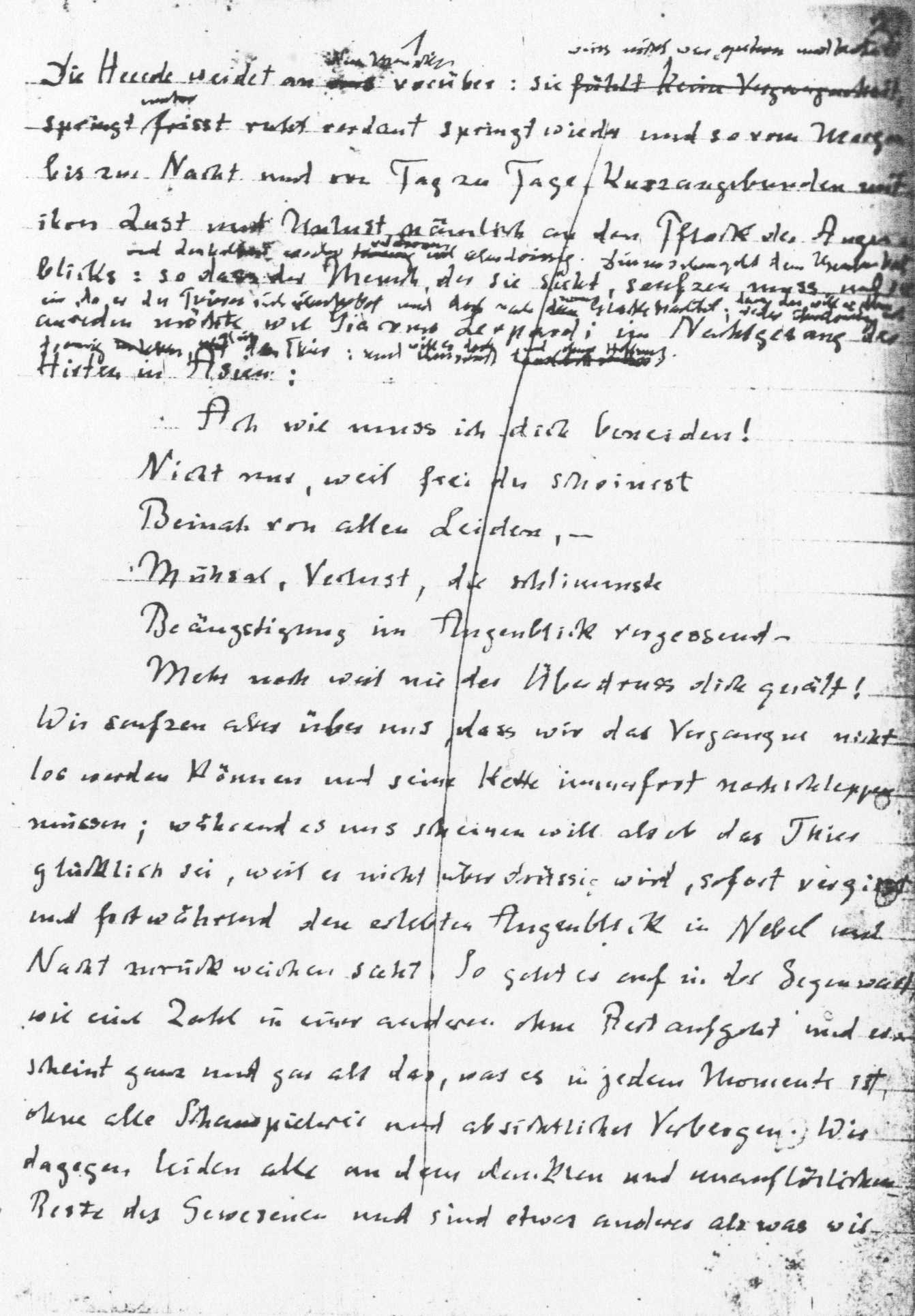
Bozza per il primo capitolo della seconda Unzeitgemässe Betrachtung.

Il saggio del 1873 in oggetto  (David Strauss: der Bekenner und der Schriftsteller) attacca lo scritto di David Strauss La vecchia e la nuova fede: una confessione (1871)  che Nietzsche adduce ad esempio del pensiero tedesco dell'epoca. Raffigura la "nuova fede" di Strauss — meccanismo universale scientificamente determinato basato sul progresso della storia — come una lettura volgare della storia al servizio di una cultura degenerata, attaccando polemicamente non solo il libro, ma anche Strauss come un "filisteo" di pseudo-cultura.

## Sull'utilità e il danno della storia per la vita
Il saggio del 1874 (Vom Nutzen und Nachteil der Historie für das Leben) offre — invece della visione all'epoca prevalente della "conoscenza come un fine in sé stessa" — un modo alternativo di leggere la storia, secondo il quale la vita diviene l'interesse principale; insieme con una descrizione di come ciò potrebbe migliorare la salute di una società. Presenta altresì un attacco contro i precetti basilari dell'umanesimo classico.
In questo saggio, Nietzsche attacca sia lo storicismo relativo al concetto di umanità (l'idea che l'uomo sia creato attraverso la storia), sia l'idea che si possa eventualmente elaborare un concetto obiettivo dell'uomo, dato che un aspetto fondamentale dell'essere umano è insito  nella sua soggettività. Nel saggio seguente Schopenhauer als Erzieher ("Schopenhauer come educatore"), Nietzsche espande l'idea che l'essenza dell'uomo non alberghi dentro, ma al di sopra di lui. Glenn Most  sostiene che la traduzione più probabile per il titolo del saggio dovrebbe essere "L'uso e l'abuso degli istituti di storia per la vita", visto che Nietzsche usò il vocabolo Historie e non  Geschichte. Inoltre, afferma che il titolo possa aver avuto origine da Jacob Burckhardt, che si sarebbe riferito al trattato di  Leon Battista Alberti, De commodis litterarum atque incommodis  (1428 — "Sui vantaggi e gli svantaggi degli studi letterari"). Glenn Most sostiene che la "inattualità' di Nietzsche consista nel richiamarsi, al di là dello storicismo, all'umanesimo di Humboldt, e — forse ancora più in là — al primo umanesimo del Rinascimento.

## Schopenhauer come educatore
Il saggio del 1874 (Schopenhauer als Erzieher) descrive come il genio filosofico di Schopenhauer potesse portare a una rinascita della cultura tedesca. Nietzsche dà grande attenzione all'individualismo, all'onestà ed al coraggio di Schopenhauer, e perfino a una certa sua radiosità, malgrado il notorio pessimismo del pensatore di Danzica.

## Richard Wagner a Bayreuth
Il saggio del 1876 indaga sulla psicologia di Wagner — con minore compiacenza rispetto a quanto si sarebbe potuto prevedere in considerazione dell'amicizia storicamente intercorsa tra i due. Nietzsche, di conseguenza, meditò di rinunciare alla relativa pubblicazione, e alla fine si risolse a rendere manifeste le bozze in cui criticava il musicista meno di quanto avrebbe potuto. Ciò nonostante, questo saggio prefigura l'imminente frattura nel rapporto fra i due.